# 末次秀樹
末次 秀樹（すえつぐ ひでき、1958年4月6日 - ）は、佐賀県佐賀市出身の元アマチュア野球選手（捕手）、高校野球指導者。

## 経歴
柳川商業高校では、2年生の時に1975年の春の選抜に一塁手として出場した。1回戦で堀越高に敗退。同年夏は県予選決勝に進出するが、小倉南高に敗れる。その後は捕手に転向。翌1976年夏の甲子園にはエースの久保康生とバッテリーを組み出場。三重高を降し3回戦に進出するが、PL学園高に敗退した。この試合で8打席連続安打の新記録を達成。高校同期に一塁手の立花義家がいる。
同年のドラフト会議で日本ハムファイターズから3位指名を受けたが入団を拒否し、1977年に高校卒業後は中央大学に入学した。1年上に長井研介捕手（本田技研）、同期に君波隆祥（捕手兼外野手）らがおり、故障もあってなかなか出場機会がなかった。東都大学野球リーグでは1979年に1年上のエース香坂英典を擁し、春季リーグで5年ぶりの優勝を経験。大学同期に君波や高木豊らがいる。
大学卒業後はヤマハ発動機に入社し、社会人野球でプレーした。
その後、母校の柳川高校で部長を務め、1994年から2005年まで監督を務めた。その後、自由ケ丘高校で監督、2013年から真颯館高校で監督を務める。